# Galgahévíz
Galgahévíz là một thị trấn thuộc hạt Pest, Hungary. Thị trấn này có diện tích 31,18 km², dân số năm 2010 là 2535 người, mật độ 81 người/km².